# Честнат-Гілл
Честнат-Гілл (англ. Chestnut Hill) — багате село Нової Англії, що розташоване в 6 милях (9,7 км) на захід від центру Бостона, штат Массачусетс, США. Честнат-Гілл найбільш відомий будинками Бостонського коледжу та частиною маршруту Бостонського марафону.

## Назва
Назва стосується кількох невеликих пагорбів, які виходять на 135 акрів (546 000 м2) водосховища Честнат-Гілл, а не до одного конкретного пагорба. 

## Географія

### Розташування
Як і всі села штату Массачусетс, Честнат-Гілл розташований в межах одного або кількох об'єднаних муніципальних утворень. Він розташований частково в Бруклайні й в окрузі Норфолк; частково в районі Брайтон Бостон в окрузі Саффолк і частково в місті Ньютон в окрузі Міддлсекс. 
Межі Честнат-Гілл визначаються поштовим індексом 02467. 

## Освіта
Село обслуговується державними школами Брукліну, Ньютона та Бостона. Наявні також декілька приватних шкіл, включаючи Академію Маунт-Алвернія, школа Бріммер, школа Мей і Честнат-Гілльська школа.

У Честнат-Гіллі розташовано Бостонський коледж і коледж Пайн-Мейнор.